# Sagellula
Sagellula is een geslacht van spinnen uit de  familie van de Sparassidae (jachtkrabspinnen).

## Soorten
- Sagellula octomunita (Dönitz & Strand, 1906)
- Sagellula xizangensis (Hu, 2001)